# Schistomeringos matsushimaensis
Schistomeringos matsushimaensis är en ringmaskart som först beskrevs av Okuda in Okuda och Yamada 1954.  Schistomeringos matsushimaensis ingår i släktet Schistomeringos och familjen Dorvilleidae. Inga underarter finns listade i Catalogue of Life.